# Ellyse Perry
Ellyse Alexandra Perry (Wahroonga, Nueva Gales del Sur, Australia; 3 de noviembre de 1990) es una futbolista y jugadora de cricket australiana. 
Como futbolista juega como defensa. Ha jugado en Australia en las Central Coast Mariners (2008-09), el Canberra United (2009-12) y el Sydney FC (2012-2016). En 2007 debutó con la selección australiana, con la que jugó el Mundial 2011, en el que marcó un gol en cuartos (Suecia 3-1 Australia).
En cricket, Perry ha jugado seis partidos Test, 67 partidos ODI y 69 partidos T20 con la selección de Australia. Además, integra el equipo New South Wales Breakers de la liga australiana desde 2007. En 2015 fue contratada como capitana de las Sydney Sixers de la liga Big Bash.
Perry se casó en 2015 con Matt Toomua, jugador de la selección australiana de rugby.